# الملعونون (فلم)
الملعونون (بالإنجليزية: The Cursed Ones)، هُو فيلم بريطاني غاني أخرجته نانا أوبيري إيبوا وأنتجه Nicholas K. Lory. فاز الفيلم بثلاث جوائز ضمن حفل توزيع جوائز الأكاديمية الأفريقية للأفلام لسنة 2016، وهي جوائز أفضل مخرج وأفضل تصوير سينمائي وأفضل تصميم إنتاج.

## وصلات خارجية
- مقالات تستعمل روابط فنية بلا صلة مع ويكي بيانات